# اوخلا (استان لهستان بزرگ‌تر)
اوخلا (به لهستانی:  Ochla) یک روستا در لهستان است که در گمینا پوگوژلا واقع شده‌است.